# Neobisium phineum
Neobisium phineum es una especie de arácnido del orden Pseudoscorpionida de la familia Neobisiidae.
Presenta las subespecies:
- Neobisium phineum extensum
- Neobisium phineum phineum

## Distribución geográfica
Se encuentra en los territorios que antes se llamaban Yugoslavia.